# Nautilocalyx
Nautilocalyx är ett släkte av tvåhjärtbladiga växter. Nautilocalyx ingår i familjen Gesneriaceae.

## Bildgalleri

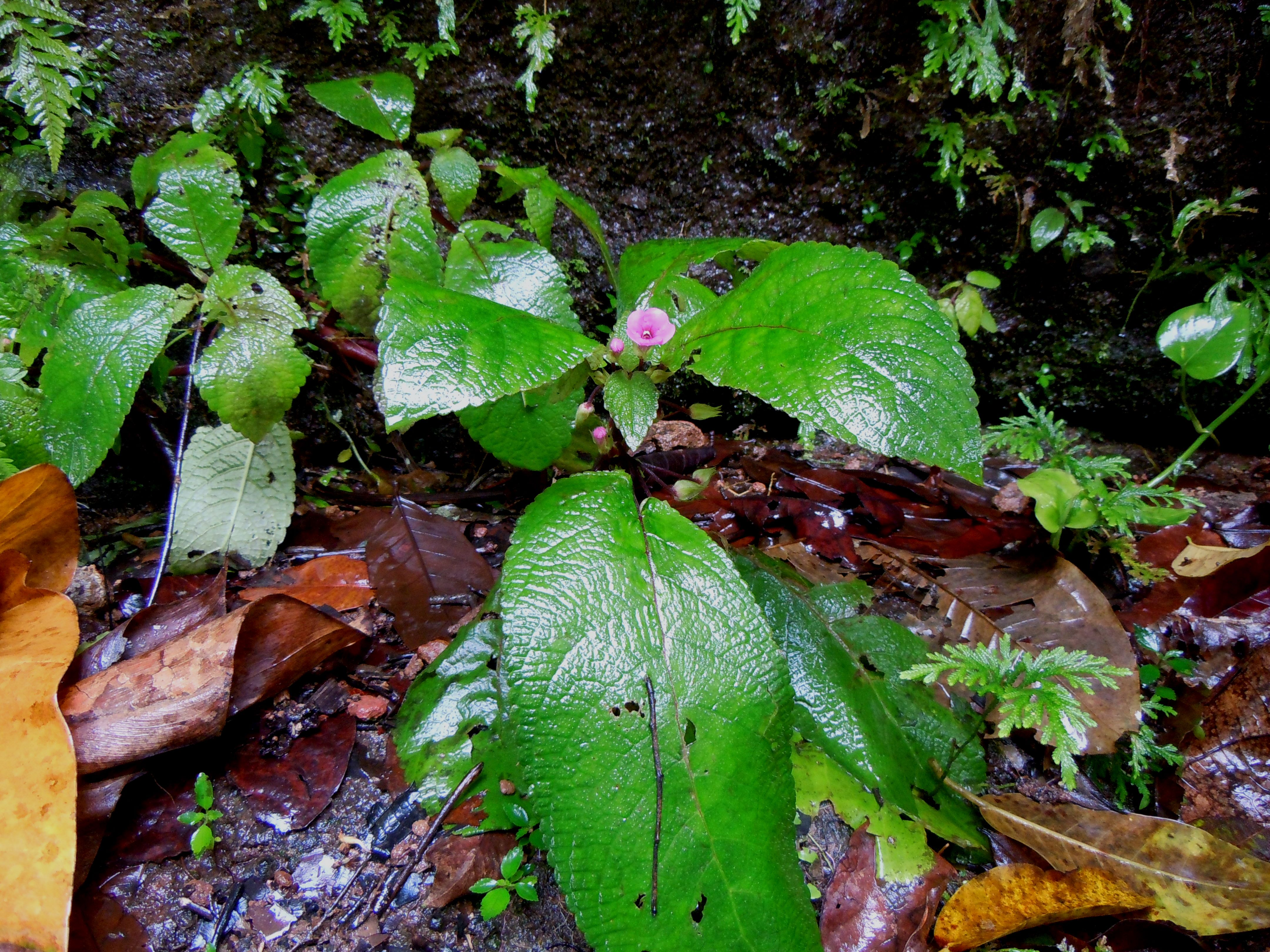
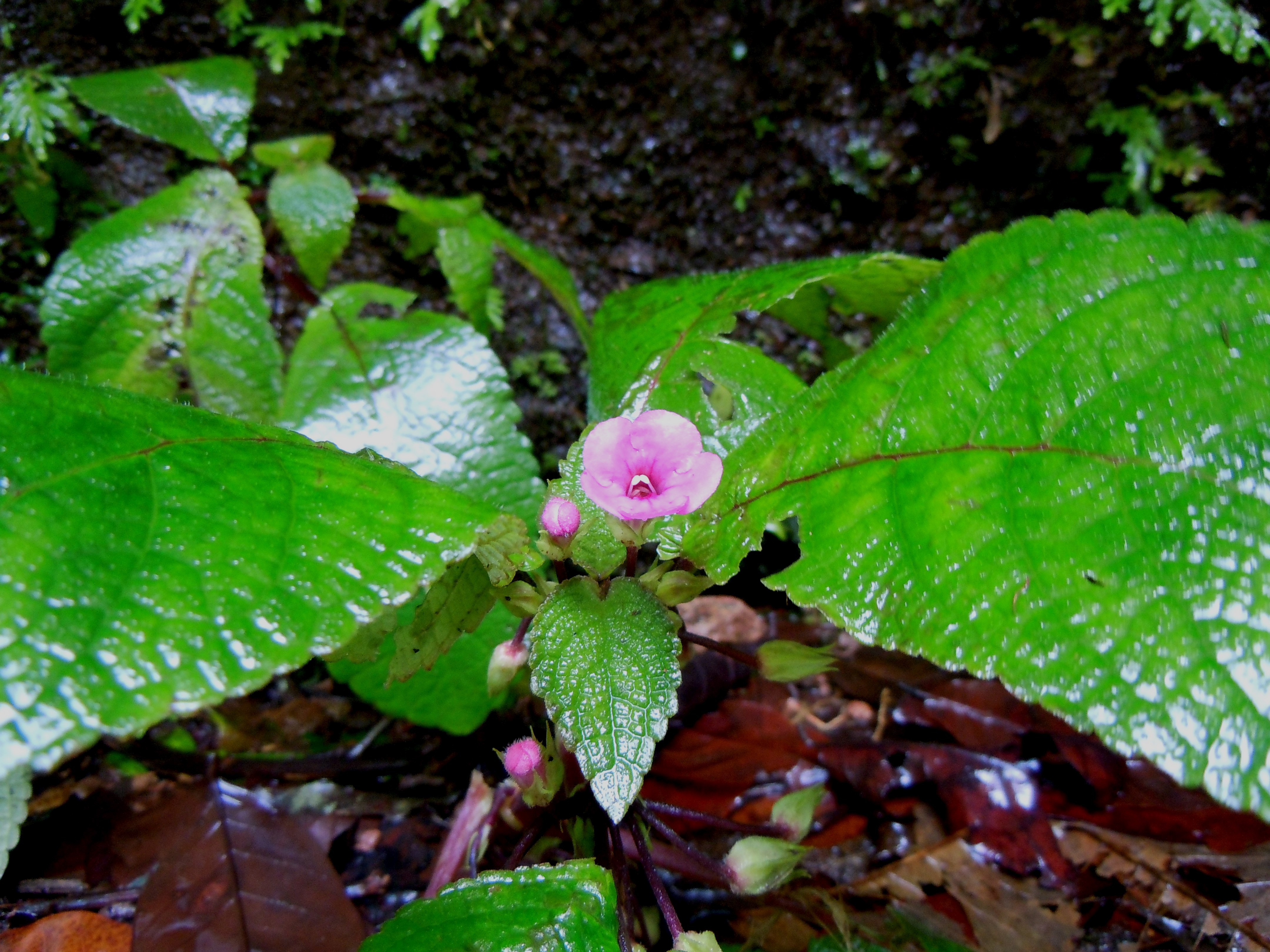
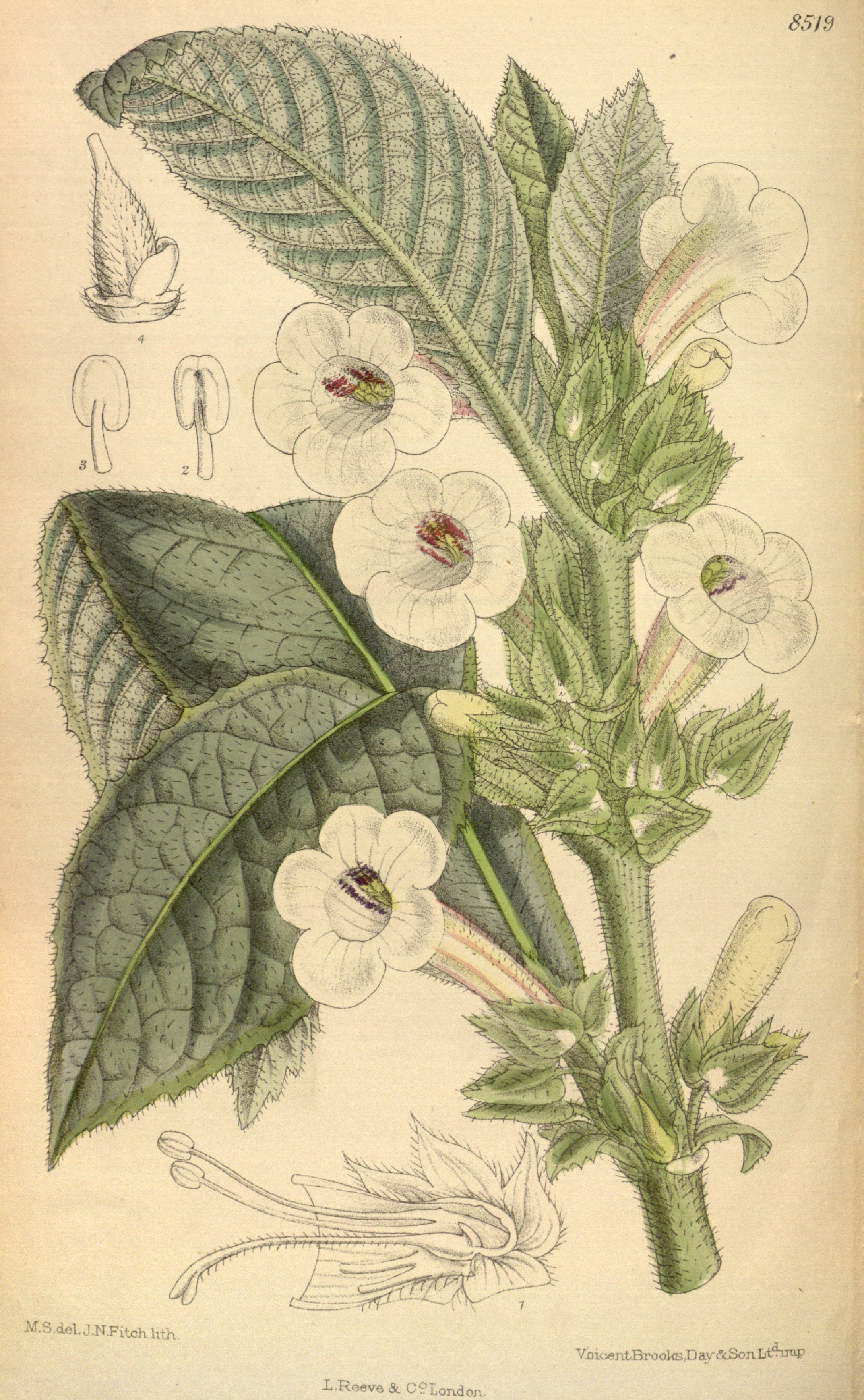

## Dottertaxa tillNautilocalyx, i alfabetisk ordning[1]
- Nautilocalyx adenosiphon
- Nautilocalyx aeneus
- Nautilocalyx antioquensis
- Nautilocalyx arenarius
- Nautilocalyx bicolor
- Nautilocalyx biserrulatus
- Nautilocalyx bracteatus
- Nautilocalyx bryogeton
- Nautilocalyx bullatus
- Nautilocalyx cataractarum
- Nautilocalyx chimantensis
- Nautilocalyx coccineus
- Nautilocalyx colombianus
- Nautilocalyx colonensis
- Nautilocalyx cordatus
- Nautilocalyx crenatus
- Nautilocalyx decumbens
- Nautilocalyx dressleri
- Nautilocalyx ecuadoranus
- Nautilocalyx fasciculatus
- Nautilocalyx forgetii
- Nautilocalyx glandulifer
- Nautilocalyx hirsutus
- Nautilocalyx hirtiflorus
- Nautilocalyx kohlerioides
- Nautilocalyx lehmannii
- Nautilocalyx leticianus
- Nautilocalyx lucianii
- Nautilocalyx lynchii
- Nautilocalyx maguirei
- Nautilocalyx melittifolius
- Nautilocalyx membranaceus
- Nautilocalyx mimuloides
- Nautilocalyx mulfordii
- Nautilocalyx orinocensis
- Nautilocalyx pallidus
- Nautilocalyx panamensis
- Nautilocalyx paujiensis
- Nautilocalyx peltatus
- Nautilocalyx pemphidius
- Nautilocalyx peruvianus
- Nautilocalyx picturatus
- Nautilocalyx pictus
- Nautilocalyx porphyrotrichus
- Nautilocalyx punctatus
- Nautilocalyx purpurascens
- Nautilocalyx pusillus
- Nautilocalyx resioides
- Nautilocalyx roseus
- Nautilocalyx ruber
- Nautilocalyx sastrei
- Nautilocalyx silvaticus
- Nautilocalyx speciosus
- Nautilocalyx urticifolius
- Nautilocalyx vestitus
- Nautilocalyx whitei
- Nautilocalyx villosus
- Nautilocalyx vinosus